# Cercle Brugge in het seizoen 2017/18
Hieronder staan de statistieken en wedstrijden van de Belgische voetbalploeg Cercle Brugge in het seizoen 2017-2018.

## Spelerskern
| Naam                  | Positie | Nationaliteit       | Nr. | Bij de club sinds | Contract tot |
| --------------------- | ------- | ------------------- | --- | ----------------- | ------------ |
| Paul Nardi            | GK      | Vlag van Frankrijk  | 1   | januari 2017      | juni 2018    |
| Miguel Van Damme      | GK      | Vlag van België     | 16  |                   | juni 2019    |
| Brian Vandenbussche   | GK      | Vlag van België     | 23  | juni 2017         | juni 2018    |
| Jérémy Taravel        | V       | Vlag van Frankrijk  | 2   | augustus 2017     | juni 2019    |
| Hector Rodas          | V       | Vlag van Spanje     | 13  | juli 2017         | juni 2019    |
| Benjamin Lambot       | V       | Vlag van België     | 19  | juli 2015         | juni 2018    |
| Benjamin Delacourt    | V       | Vlag van Frankrijk  | 22  | juli 2017         | juni 2018    |
| Emmanuel Imorou       | V       | ,                   | 27  | augustus 2017     | juni 2018    |
| Wesley Vanbelle       | V       | Vlag van België     | 3   | juli 2015         | juni 2019    |
| Lloyd Palun           | V       | ,                   | 8   | juli 2017         | juni 2019    |
| Jordy Gaspar          | V       | Vlag van Frankrijk  | 25  | juli 2017         | juni 2018    |
| Gaëtan Robail         | M       | Vlag van Frankrijk  | 21  | juli 2017         | juni 2018    |
| Johanna Omolo         | M       | Vlag van Kenia      | 15  | juli 2017         | juni 2019    |
| Isaac Koné            | M       | ,                   | 5   | augustus 2017     | juni 2019    |
| Christophe Vincent    | M       | Vlag van Frankrijk  | 6   | januari 2017      | juni 2018    |
| Tristan Muyumba       | M       | Vlag van Frankrijk  | 4   | juli 2017         | juni 2018    |
| Guillaume De Schryver | M       | Vlag van België     | 24  |                   | juni 2018    |
| Xavier Mercier        | M       | Vlag van Frankrijk  | 30  | juli 2017         | juni 2020    |
| Jonathan Farias       | M       | Vlag van Argentinië | 7   | juli 2017         | juni 2020    |
| Kevin Hoggas          | M       | Vlag van Frankrijk  | 26  | januari 2018      | juni 2021    |
| Stephen Buyl          | A       | Vlag van België     | 10  | juli 2017         | juni 2019    |
| Javier García         | A       | Vlag van Spanje     | 20  | juli 2017         | juni 2019    |
| Crysan                | A       | Vlag van Brazilië   | 12  | juli 2017         | juni 2018    |
| Vagner Gonçalves      | A       | ,                   | 18  | juli 2017         | juni 2018    |
| Guevin Tormin         | A       | Vlag van Frankrijk  | 11  | juli 2017         | juni 2018    |
| Dylan De Belder       | A       | Vlag van België     | 28  | augustus 2017     | juni 2020    |
| Gianni Bruno          | A       | ,                   | 9   | juli 2017         | juni 2018    |
| Irvin Cardona         | A       | Vlag van Frankrijk  | 14  | juli 2017         | juni 2018    |

### Uitgeleende spelers
- Thomas Jutten aan Dessel Sport
- Maxim Vandewalle aan FC Knokke
- Laurenz Simoens aan FC Gullegem
- Karel Van Roose aan KFC Oosterzonen
- Niels Coussement aan FC Knokke

## Transfers

### Transfers in het tussenseizoen (juni-augustus 2017)
IN:
- Dylan De Belder (SK Lierse)
- Johanna Omolo (Royal Antwerp)
- ,  Vagner Gonçalves (FC Saboertalo)
- Benjamin Delacourt (SK Deinze)
- Brian Vandenbussche (KAA Gent)
- Aleksandar Sofranac (HNK Rijeka)
- Hector Rodas (Córdoba CF)
- Jonathan Farlas (Club Atletico Boca II)
- Jordy Gaspar (geleend van AS Monaco)
- ,  Isaac Koné (Royal Antwerp)
- ,  Lloyd Palun (Red Star Paris)
- Crysan (geleend van Atletico Paranaense)
- Irvin Cardona (geleend van AS Monaco)
- Guevin Tormin (geleend van AS Monaco)
- Tristan Muyumba (geleend van AS Monaco)
- Gaëtan Roball (geleend van Paris Saint-Germain)
- Jonathan Mexique (geleend van AS Monaco)
- Javier García (FC Villarreal)
- Jérémy Taravel (KAA Gent)
- Stephen Buyl (Zulte Waregem)
- ,  Emmanuel Imorou (geleend van SM Caen)
- Gianni Bruno (Évian Thonon Gaillard FC)
- Xavier Mercier (KV Kortrijk)

UIT:
- ,  Yvan Yagan (SK Lierse)
- Thomas De Bie (KV Oostende)
- Mathieu Vanderschaeghe (KFC Mandel United)
- Arne Naudts (Helmond Sport)
- Pierre Bourdin (SK Lierse)
- Niels Vancrayveld (KVC Wingene)
- Laurenz Simoens (FC Gullegem)
- Maxim Vandewalle (FC Knokke)
- Gilles Dewaele (KVC Westerlo)
- Neil Dildick (FC Knokke)
- Mathieu Maertens (Oud Heverlee Leuven)
- Samuel Fabris (RE Virton)
- Xavier Luissint (KFC VW Hamme)
- Thomas Jutten (Dessel Sport)

### Transfers in de winterstop (januari 2018)
IN:
- Kevin Hoggas (Bourg-en-Bresse)
- ,  Xandao (Sporting Gijón)
- Uwa Elderson Echiéjilé (Sivasspor)

UIT:
- Alaksander Sofranac (FK Sarajevo)
- Jonathan Mexique (Tours FC)
- ,  Vagner Gonçalves (FC Saboertalo)
- ,  Amadou Diallo (FC Red Star)
- Stephen Buyl (huur aan KVC Westerlo)
- ,  Jessy Gálvez López
- Gaëtan Robail (Paris Saint Germain)

## Technische staf

### Trainersstaf
- Hoofdtrainer :  Frank Vercauteren
- Assistent-trainer:  Vincent Euvrard
- Assistent-trainer :  Bernard Smeets
- Assistent-trainer :  José Jeunechamps
- Keepertrainer :  Pieter-Jan Sabbe
- Fitnesscoach:  Jeannot Akakpo

### Sportmanagement
- Sports manager :  François Vitali
- Teammanagar:  Nicolas Cornu

## Programma

### Competitiewedstrijden

#### Eerste klasse B
| datum    | speeldag | thuisploeg             | bezoekers              | score | doelpunten                                                                          | puntenaantal Cercle | opmerkingen |
| -------- | -------- | ---------------------- | ---------------------- | ----- | ----------------------------------------------------------------------------------- | ------------------- | --- |
| 06/08/17 | 1        | KVC Westerlo           | Cercle Brugge          | 1-2   | Naessens 1-0, Mercier 1-1, 1-2                                                      | 3                   | |
| 11/08/17 | 2        | Cercle                 | Union Saint-Gilloise   | 2-0   | Carona 1-0, Gianni Bruno 2-0 (pen)                                                  | 6                   | |
| 19/08/17 | 3        | Oud Heverlee Leuven    | Cercle                 | 7-1   | Storm 1-0, 5-1, Aguemon 2-0, 4-0, 7-1 (pen), Maertens 3-0, Rodas 4-1, Schurmans 6-1 | 6                   | |
| 02/09/17 | 4        | Cercle                 | SK Lierse              | 2-0   | Bruno 1-0, Gaspar 2-0                                                               | 9                   | |
| 10/09/17 | 5        | Cercle                 | KFCO Beerschot Wilrijk | 0-1   | Messoudi 0-1                                                                        | 9                   | |
| 17/09/17 | 6        | SV Roeselare           | Cercle                 | 2-1   | Borry 0-1 (own), Cerigioni 1-1, Lecomte 1-2 (pen)                                   | 9                   | |
| 23/09/17 | 7        | Cercle                 | AFC Tubize             | 4-0   | Buyl 1-0, 4-0, Tormin 2-0, 3-0                                                      | 12                  | |
| 29/09/17 | 8        | Union Saint-Gilloise   | Cercle                 | 1-2   | Da Silva 1-0, Buyl 1-1, Mercier 1-2                                                 | 15                  | |
| 03/10/17 | 9        | Cercle                 | Oud-Heverlee Leuven    | 0-3   | Moore 0-1, Casagolda 0-2, Maertens 0-3                                              | 15                  | |
| 07/10/17 | 10       | KFCO Beerschot Wilrijk | Cercle                 | 0-3   | Omolo 0-1, De Belder 0-2, Tormin 0-3                                                | 18                  | |
| 14/10/17 | 11       | Cercle                 | SV Roeselare           | 1-1   | Cornet 0-1, Mercier 1-1 (pen)                                                       | 19                  | Na deze wedstrijd werd trainer José Riga ontslagen en vervangen door Frank Vercauteren.                                          |
| 21/10/17 | 12       | SK Lierse              | Cercle                 | 3-2   | Joachim 1-0, Frans 2-0, Taravel 2-1, Bourdin 3-1, Crysan 3-2                        | 19                  | |
| 29/10/17 | 13       | AFC Tubize             | Cercle                 | 1-1   | Stevance 1-0, Mercier 1-1(pen)                                                      | 20                  | |
| 05/11/17 | 14       | Cercle                 | KVC Westerlo           | 3-1   | Taravel 1-0, Osaguona 1-1, De Belder 2-1, Vincent 3-1                               | 23                  | |
| 12/11/17 | 15       | Cercle                 | KFCO Beerschot Wilrijk | 4-0   | Mercier 1-0, De Belder 2-0 (pen), Crysan 3-0, 4-0                                   | 26                  | |
| 17/11/17 | 16       | SK Lierse              | Cercle                 | 1-0   | Frans 1-0                                                                           | 26                  | |
| 24/11/17 | 17       | AFC Tubize             | Cercle                 | 1-1   | Palun 0-1, Nirisarike 1-1                                                           | 27                  | |
| 2/12/17  | 18       | Cercle                 | Union Saint-Gilloise   | 2-2   | Peyre 0-1, Rodas 1-1, Vercauteren 1-2, Delacourt 2-2                                | 28                  | |
| 8/12/17  | 19       | SV Roeselare           | Cercle                 | 0-3   | Palun 0-1, De Belder 0-2, 0-3 (pen)                                                 | 31                  | |
| 16/12/17 | 20       | KVC Westerlo           | Cercle                 | 2-3   | Osaguana 1-0, Mercier 1-1, Tormin 1-2, Cardona 1-3, Annys 2-3                       | 34                  | |
| 5/1/18   | 21       | Cercle                 | Oud Heverlee Leuven    | 1-0   | Cardona 1-0 (pen)                                                                   | 37                  | |
| 13/1/18  | 22       | KFCO Beerschot Wilrijk | Cercle                 | 2-3   | Mbombo 1-0, Kone 2-0 (own), Bruno 2-1, Cardona 2-2, Lambot 2-3                      | 40                  | |
| 19/1/18  | 23       | Cercle                 | SK Lierse              | 4-1   | Cardona 1-0, Taravel 2-0, Yagan 2-1, Mercier 3-1, Vanbelle 4-1                      | 43                  | |
| 27/1/18  | 24       | Cercle                 | SV Roeselare           | 1-0   | Crysan 1-0                                                                          | 46                  | |
| 2/2/18   | 25       | Oud Heverlee Leuven    | Cercle                 | 2-2   | Cardona 0-1, Kehli 1-1, Mercier 1-2, Aguemon 2-2 (pen)                              | 47                  | |
| 10/2/18  | 24       | Cercle                 | AFC Tubize             | 0-0   |                                                                                     | 48                  | |
| 17/2/18  | 25       | Union Saint-Gilloise   | Cercle                 | 1-1   | Crysan 1-0, Kabasele 1-1                                                            | 49                  | Door een nederlaag van Lierse daags voordien plaatst Cercle zich na een gelijkspel op het veld van Union voor de promotiefinale. |
| 25/2/18  | 26       | Cercle                 | KVC Westerlo           | 1-1   | Van Eenoo 0-1, Tormin 1-1                                                           | 50                  | Cercle sluit de competitie af als eerste in de stand.                                                                            |

#### Promotiefinale 1B
Cercle en KFCO Beerschot Wilrijk maken in twee onderlinge duels uit wie rechtstreeks naar 1A mag promoveren.
| datum    | speeldag | thuisploeg             | bezoekers              | score | doelpunten                                          | puntenaantal Cercle | opmerkingen                                                                                       |
| -------- | -------- | ---------------------- | ---------------------- | ----- | --------------------------------------------------- | ------------------- | ------------------------------------------------------------------------------------------------- |
| 04/03/18 | 1        | KFCO Beerschot Wilrijk | Cercle Brugge          | 1-0   | Placca 1-0,                                         | 0                   |                                                                                                   |
| 10/03/18 | 2        | Cercle Brugge          | KFCO Beerschot Wilrijk | 3-1   | Mercier 1-0, Crysan 2-0, Van Hyfte 2-1, Cardona 3-1 | 3                   | Cercle wint de promotiefinale accumulatief met 3-2 en promoveert opnieuw naar het hoogste niveau. |

### Beker van België
| datum    | ronde          | thuisploeg | bezoekers   | score | doelpunten                            | opmerkingen                                                                                  |
| -------- | -------------- | ---------- | ----------- | ----- | ------------------------------------- | -------------------------------------------------------------------------------------------- |
| 24/08/17 | 5de ronde      | Cercle     | KSV Temse   | 3-1   | Kil 0-1, Tormin 1-1, Cardona 2-1, 3-1 | Na 90 minuten stond het 1-1. Verlengingen waren nodig om de beslissende doelpunten te maken. |
| 20/09/17 | 1/16de Finales | Cercle     | Racing Genk | 0-1   | Pozuelo 0-1                           | Cercle is uitgeschakeld.                                                                     |